# Центракантові
Центракантові, або Смаридові (Centracanthidae) — невелика родина риб ряду окунеподібних (Perciformes), також відомих під загальною назвою смариди. Раніше родина носила назву менові (Maenidae). Поширені у східній Атлантиці і Середземному морі. Наукова назва родини походить від грец. kentron — «гострий кінець», і грец. akantha — «шип», завдяки наявності у анальному плавці трьох загострених променів.

## Роди та види
Містить два роди та 9 видів:
- Рід Centracanthus
  - Centracanthus cirrus Rafinesque, 1810 — Центракант.
- Рід Spicara — Смарида.
  - Spicara alta (Osório, 1917).
  - Spicara australis (Regan, 1921).
  - Spicara axillaris (Boulenger, 1900).
  - Spicara maena (Linnaeus, 1758) — Смарида смугаста.
  - Spicara martinicus (Valenciennes, 1830).
  - Spicara melanurus (Valenciennes, 1830).
  - Spicara nigricauda (Norman, 1931).
  - Spicara smaris (Linnaeus, 1758) — Смарида звичайна.